# Henri Chaix
Henri François Chaix (* 21. Februar 1925 in Genf; † 11. Juni 1999 ebenda) war ein Schweizer Jazz-Pianist, Orchesterleiter und Arrangeur.

## Leben
Chaix wurde als Sohn französischer Eltern in Genf geboren. Er erhielt seine musikalische Ausbildung am Conservatoire de musique de Genève und spielte schon mit knapp 20 Jahren in der Band The Dixie Dandies des legendären Genfer Klarinettisten Loys Choquart und trat später dem Orchester des Sopransaxophonisten Claude Aubert bei, das er nach dem Ausscheiden des Leaders übernahm und als Orchestre Henri Chaix bis in die 70er Jahre führte; wichtige Solisten waren Roger Zufferey und Michel Pilet sowie Jo Gagliardi. Parallel dazu spielte er als Solist und leitete sein eigenes Trio (meist mit Alain du Bois am Bass und Romano Cavicchiolo am Schlagzeug).
Chaix wirkte als Sideman bei zwei wichtigen Schweizer Jazzbands mit, bei den Tremble Kids (erstmals 1959, später sporadisch und ab 1976 wieder regelmässig) sowie den Hot Mallets von Isla Eckinger.
In seiner langen Karriere begleitete Chaix unzählige Musiker des Jazz, so 1950 Sidney Bechet; später folgten Stuff Smith, Bill Coleman, Buck Clayton, Rex Stewart, Ben Webster, Benny Bailey, Milt Buckner, Benny Carter, Albert Nicholas, Earle Warren und andere mehr. In seinen letzten Jahren hatte er mit seinem Trio einen Steady Gig im Bouchon à Tonio (in Carouge bei Genf), wirkte als Lehrer im Traditional Jazz Workshop Lenk seines Piano-Kollegen Mike Goetz und spielte gelegentlich mit diesem Piano-Duos.

## Stil
Als Solopianist war Chaix vor allem dem Harlem Stride Piano verpflichtet, sein Spiel zeigte aber auch Einflüsse von Jelly Roll Morton, Duke Ellington und sogar Thelonious Monk, zudem verfügte er über ein echt empfundenes Bluesfeeling. Chaix wiederum beeinflusste Pianisten wie Buddha Scheidegger, Mike Goetz, François Rilhac und andere.

## Sonstiges
Chaix war ein grosser Fan der dreirädrigen Messerschmitt Kabinenroller, mit dem er gelegentlich auch zu seinen Engagements fuhr.

## Ausgewählte Diskographie
- 1967: Ben Webster, Buck Clayton & Henri Chaix Trio: Ben and Buck
- 1968: Oscar und Miriam Klein, Henri Chaix, Bob Carter, H.-P. Giger: 'Blues & Boogie'
- 1969: Henri Chaix: 'Here Comes The Band' (Philips)
- 1969: Albert Nicholas with Henri Chaix Trio: Live in Baden
- 1975: Henri Chaix Trio: Au Popcorn Jazz-Club
- 1975: Oscar Klein – Henri Chaix
- 1976: Tremble Kids: Play Satchmo Tunes
- 1982: Hot Mallets
- 1983: Hot Mallets: Live at the Widder-Bar
- 1987: Doc Cheatham & his Swedish Jazz All Stars featuring Henri Chaix
- 1990: Henri Chaix Trio: Jumpin’ Punkins
- 1993: Henri Chaix Trio: Jive at Five